# ウバユリ属
ウバユリ属（姥百合属、Cardiocrinum）は、ユリ目ユリ科に属する植物の一属。ユリ属の近縁であり、ユリ属およびバイモ属とあわせ、一般的にユリと呼ばれる花の一部となる。かつてユリ属に含まれていたが、特徴的に葉の形がハート型であることから学名Cardiocrinum(ギリシャ語でcardia:心臓、crinum:ユリ)として別属とされた。
日本語の属名は本属の代表的な種のウバユリから。ウバユリの和名は、花期の間に基部の葉が枯れて落ちることから、「葉がなくなる」ことを、姥の「歯がなくなる」ことにかけたもの。英名でgiant lilyと呼ばれることがある。

## 特徴
樹林の林下を好んで生育する。特徴として、葉は茎の基部に集まってつき、卵形またはハート型で長い葉柄を持つ（近縁のユリ属は葉柄を持たない）。また単子葉植物には珍しく葉に網状脈を持つことも大きな特徴となる。花は総状花序となり、数個から十数個の花を花軸に対して横向きにつける。花は左右対称であまり開かない。果実は裂開性の蒴果となる。

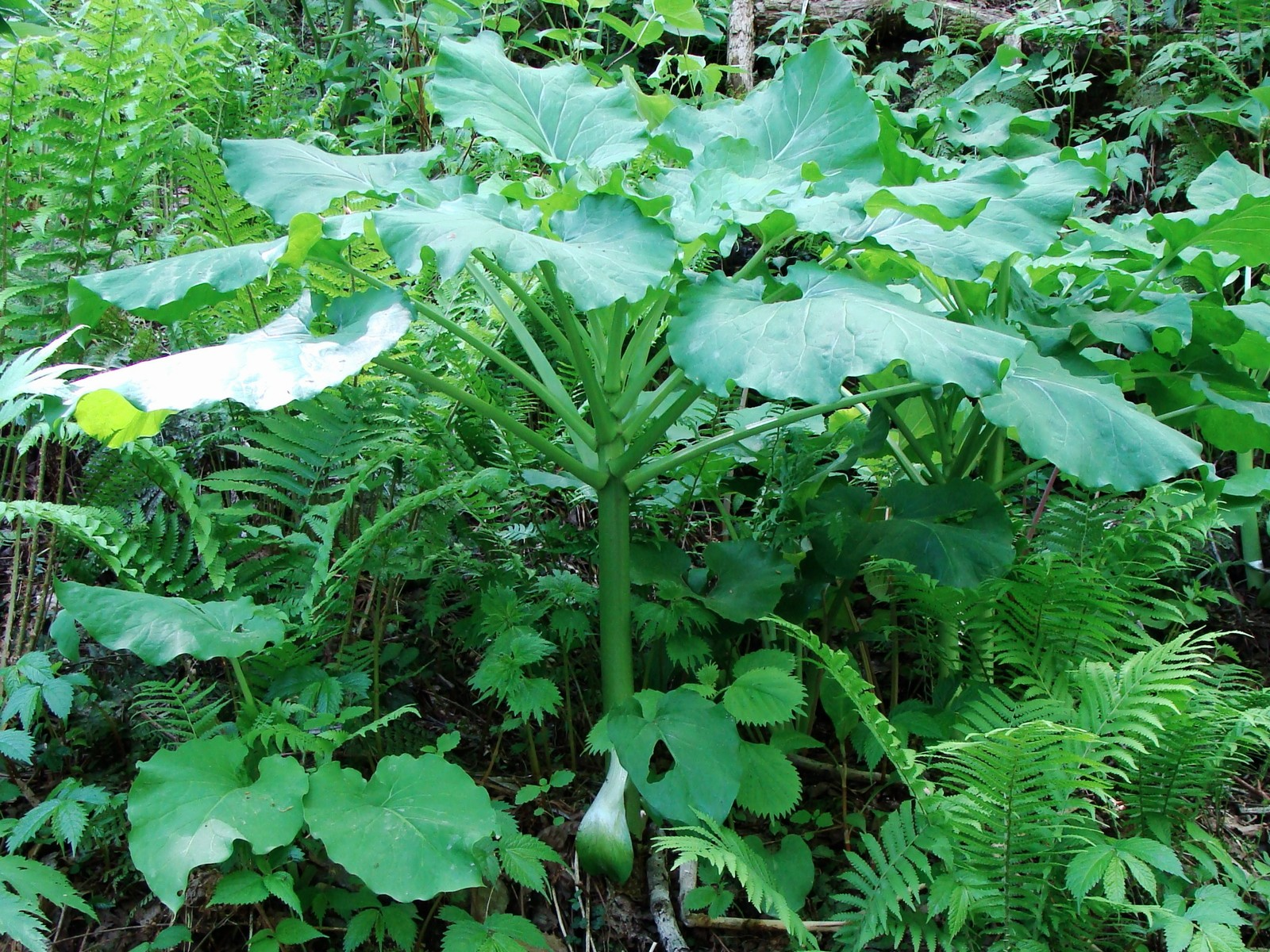
花軸を伸ばす前の株（オオウバユリ）
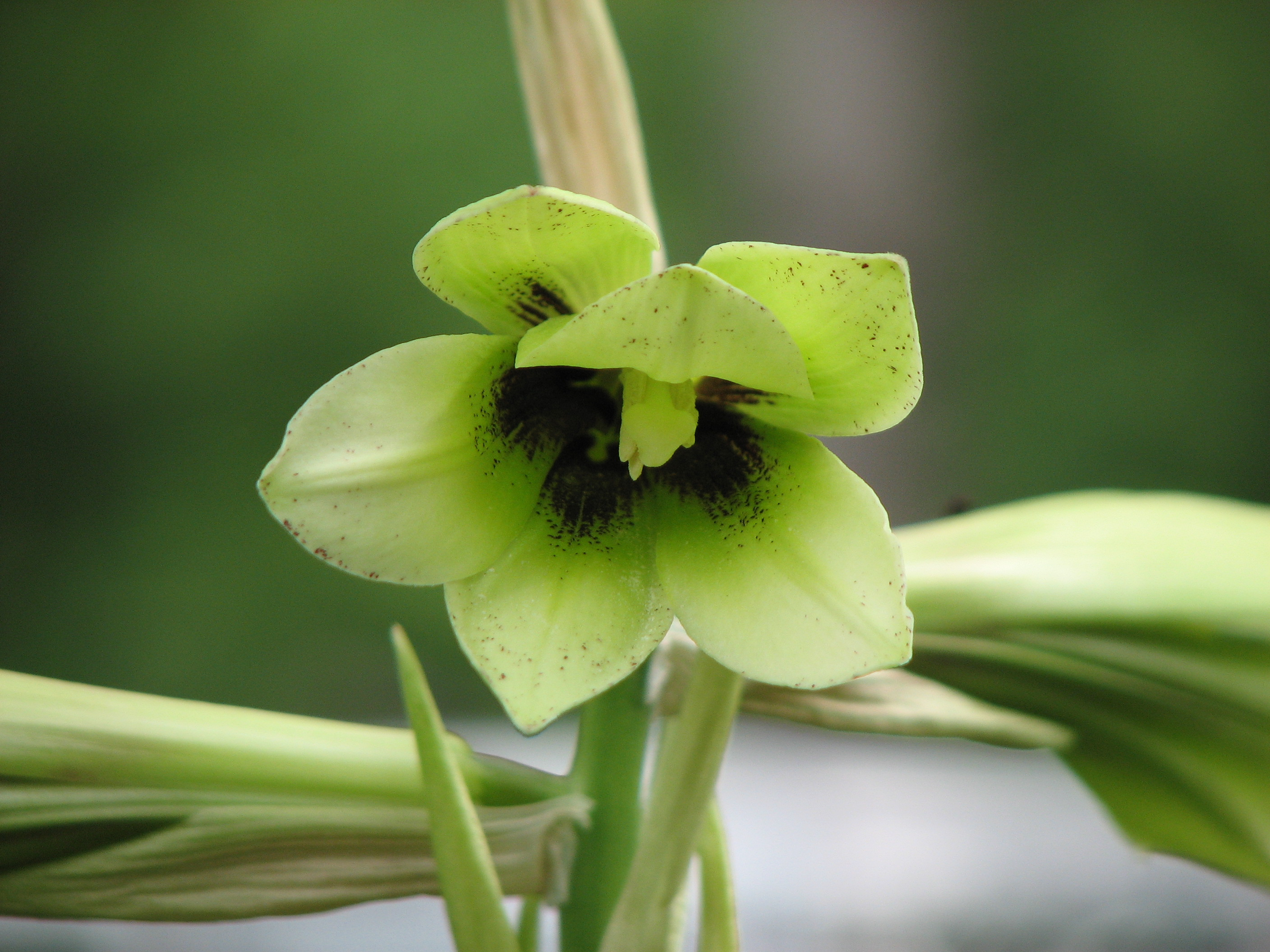
ウバユリの花。つぶれた筒状で開かない。
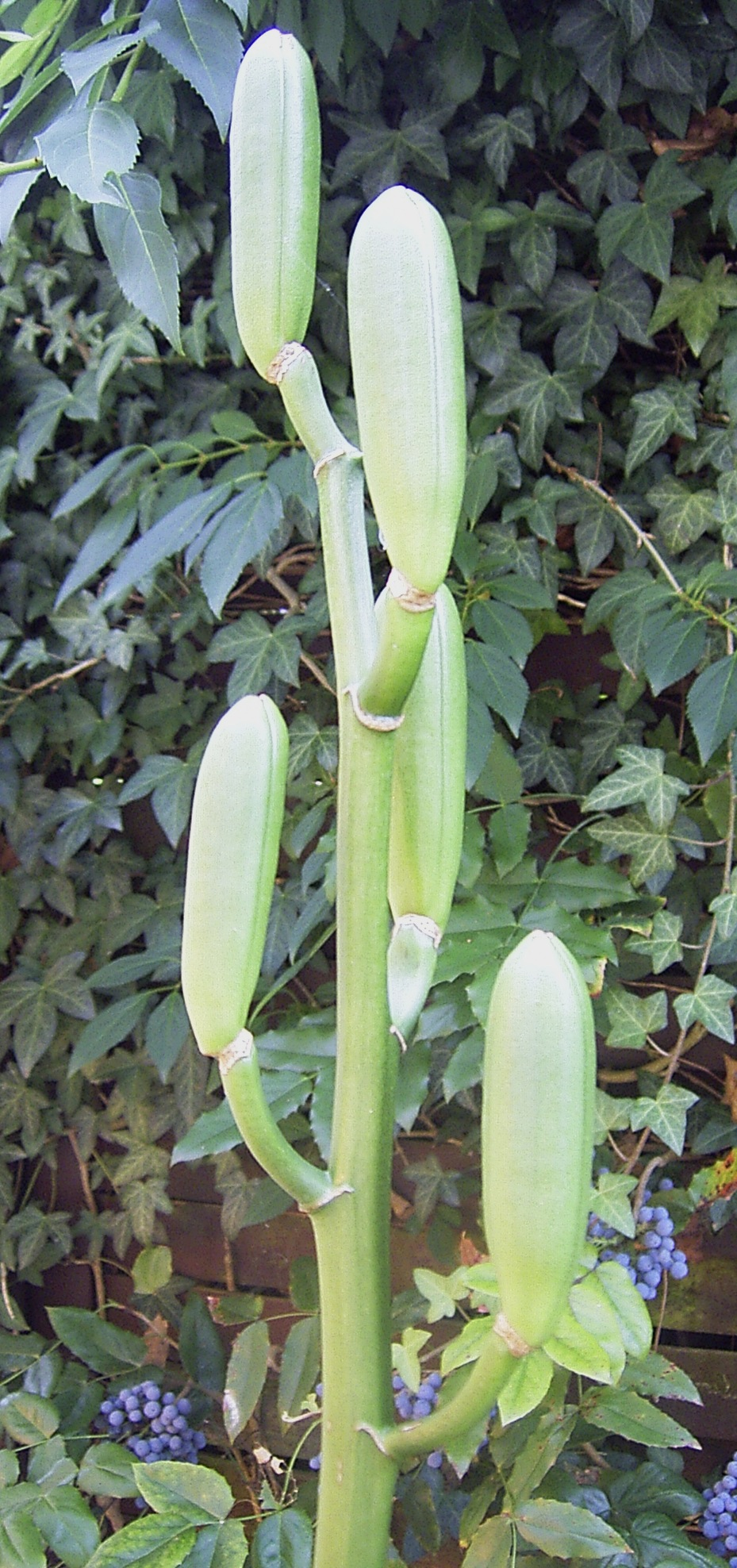
ヒマラヤウバユリの蒴果
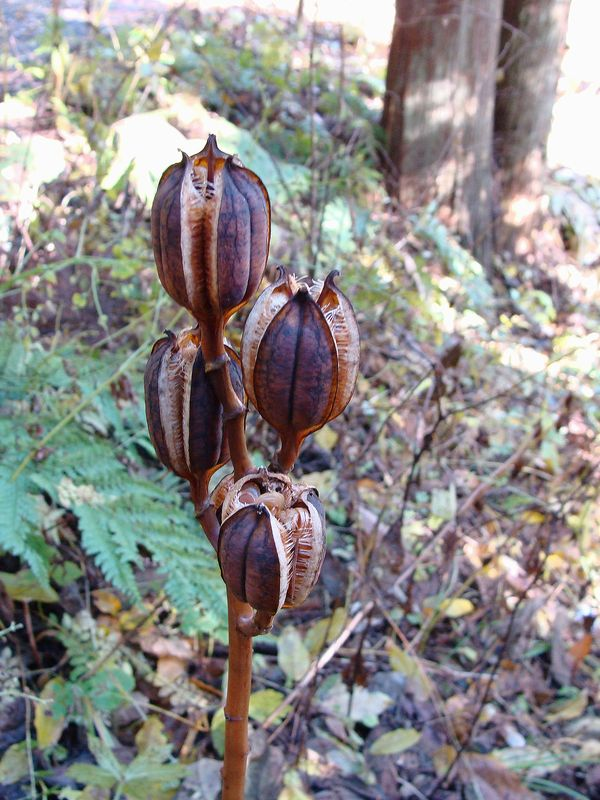
オオウバユリの蒴果が裂開したところ。裂け目から大量の種子が見える。

## 分布と分類
アジアを中心に分布。ヒマラヤ山脈から中国および日本に生育する。日本にはウバユリおよびその亜種のオオウバユリが自生する。
|  | ウバユリ (Cardiocrinum cordatum (Thunb.) Makino)                                   | 日本に分布。本州（関東地方以西）に分布。四国、九州の山地などに多い。詳細はウバユリ参照。           |
|  | オオウバユリ (Cardiocrinum cordatum (Thunb.) Makino var. glehnii (Fr. Schm.) Hara) | 日本中部から東北地方、北海道に分布する。ウバユリより大型で花も多く着ける。詳細はオオウバユリ参照。 |
|  | ヒマラヤウバユリ (Cardiochrinum giganteum)                                         | ヒマラヤに分布する大型種。大型で葉と花が美しいことから園芸種とされる。                             |
|  | (Cardiocrinum cathayanum ( E.H.Wilson) Stearn)                                     | 中国に分布。中国語名:荞麦叶大百合。                                                                |

## 利用
園芸品種として栽培されるほか、デンプンに富む鱗茎を食用とすることがある。